# Windham County (Vermont)
Windham County ist ein County im US-Bundesstaat Vermont der Vereinigten Staaten. Der Verwaltungssitz (County Seat) ist Newfane. Das U.S. Census Bureau hat bei der Volkszählung 2020 eine Einwohnerzahl von 45.905 ermittelt.

## Geographie
Das County grenzt im Osten an New Hampshire, im Süden an Massachusetts und hat eine Fläche von 2067 Quadratkilometern, wovon 24 Quadratkilometer Wasserfläche sind. Es grenzt im Uhrzeigersinn an folgende Countys: Windsor County, Sullivan County (New Hampshire), Cheshire County (New Hampshire), Franklin County (Massachusetts) und Bennington County.

## Geschichte
Windham County wurde am 11. Februar 1789 aus Teilen des damals aufgelösten Cumberland County gebildet.

### Historische Objekte
In Rockingham steht das historische Rockingham Meetinghouse. Das Haus befindet sich an der Vermont State Route 103. Das Gebäude wurde am 10. September 1979 vom National Register of Historic Places als historisches Denkmal mit der Nummer 79000232 aufgenommen. Ebenso ist es im National Historic Landmark eingetragen.

## Demografische Daten
Nach der Volkszählung im Jahr 2000 lebten im County 44.216 Menschen. Es gab 18.375 Haushalte und 11.447 Familien. Die Bevölkerungsdichte betrug 22 Einwohner pro Quadratkilometer. Ethnisch betrachtet setzte sich die Bevölkerung zusammen aus 96,72 % Weißen, 0,50 % Afroamerikanern, 0,22 % amerikanischen Ureinwohnern, 0,79 % Asiaten, 0,04 % Bewohnern aus dem pazifischen Inselraum und 0,32 % Prozent aus anderen ethnischen Gruppen; 1,42 % stammten von zwei oder mehr ethnischen Gruppen ab. 1,11 % der Bevölkerung waren spanischer oder lateinamerikanischer Abstammung.
Von den 18.375 Haushalten hatten 29,90 % Kinder und Jugendliche unter 18 Jahre, die bei ihnen lebten. 49,20 % waren verheiratete, zusammenlebende Paare, 9,60 % waren allein erziehende Mütter. 37,70 % waren keine Familien. 29,70 % waren Singlehaushalte und in 10,20 % lebten Menschen im Alter von 65 Jahren oder darüber. Die Durchschnittshaushaltsgröße betrug 2,35 und die durchschnittliche Familiengröße lag bei 2,91 Personen.

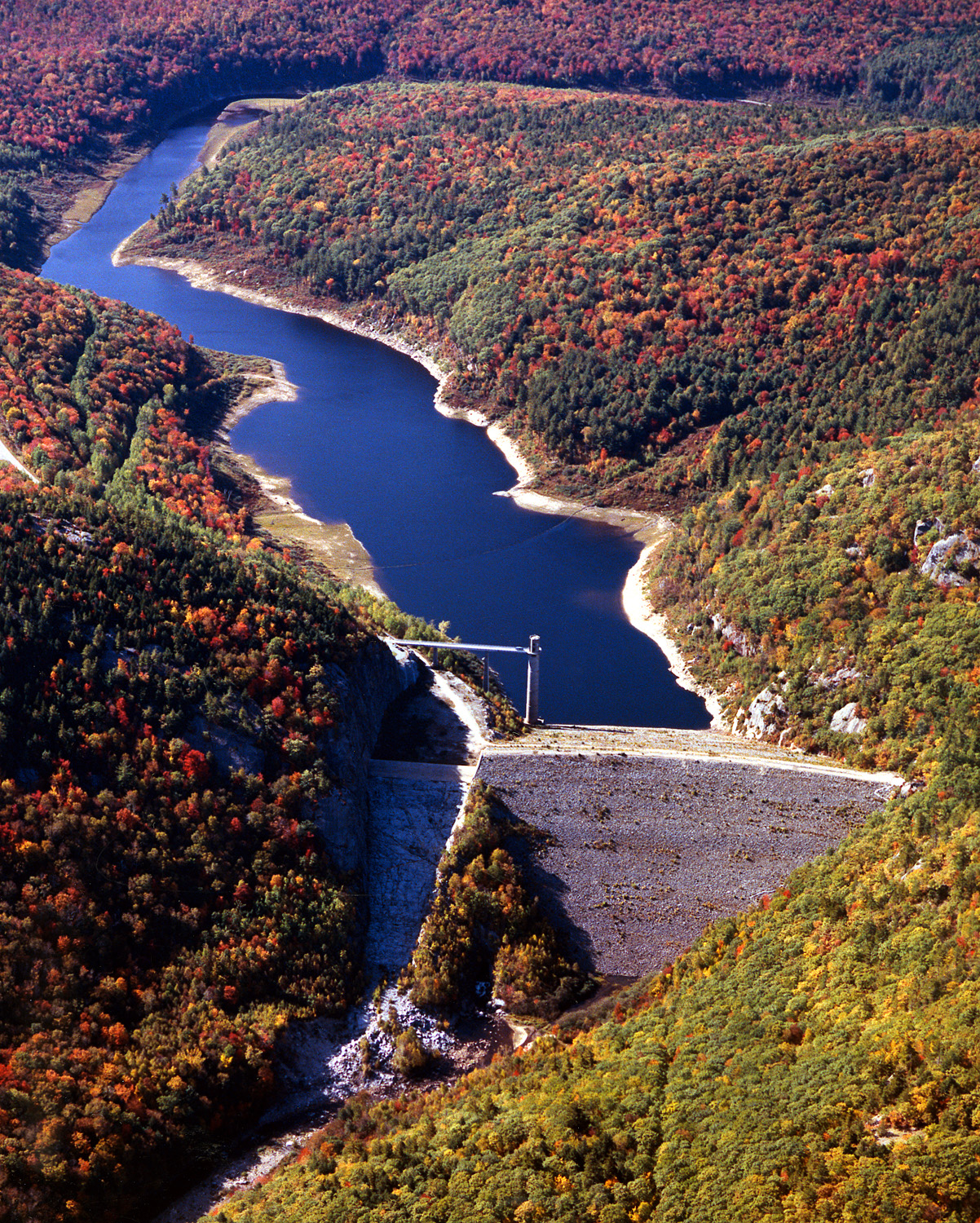
Der Ball Mountain Lake

Auf das gesamte County bezogen setzte sich die Bevölkerung zusammen aus 23,50 % Einwohnern unter 18 Jahren, 7,10 % zwischen 18 und 24 Jahren, 28,10 % zwischen 25 und 44 Jahren, 27,20 % zwischen 45 und 64 Jahren und 14,00 % waren 65 Jahre alt oder darüber. Das Durchschnittsalter betrug 40 Jahre. Auf 100 weibliche Personen kamen 95,00 männliche Personen, auf 100 Frauen im Alter ab 18 Jahren kamen statistisch 91,80 Männer.

Das jährliche Durchschnittseinkommen eines Haushalts betrug 38.204 USD, das Durchschnittseinkommen der Familien betrug 46.989 USD. Männer hatten ein Durchschnittseinkommen von 31.094 USD, Frauen 24.650 USD. Das Prokopfeinkommen betrug 20.533 USD. 9,40 % der Bevölkerung und 6,10 % der Familien lebten unterhalb der Armutsgrenze. 12,00 % davon waren unter 18 Jahre und 7,90 % waren 65 Jahre oder älter.

## Städte und Gemeinden
Zusätzlich zu den unten angeführten selbständigen towns gibt es im Windham County noch folgende mit eigenständigen Rechten versehen Villages, welche von den übergeordneten Towns mitverwaltet werden: Bellows Falls, Jacksonville, Newfane, Saxtons River und Westminster. Zudem gibt es für statistische Zwecke die Census-designated placees: Brattleboro, North Westminster, Putney, West Brattleboro und Wilmington sowie die Unincorporated Villages Algiers, Cambridgeport, East Dover, South Newfane, West Dummerston, West Halifax, West Wardsboro und Williamsville.
| Ortschaft   | Status | Einwohner (2020) | Gesamte Fläche [km²] | Landfläche [km²] | Bevölkerungsdichte [Einwohner / km²] | Gründung      | Besonderheit           |
| ----------- | ------ | ---------------- | -------------------- | ---------------- | ------------------------------------ | ------------- | ---------------------- |
| Athens      | town   | 380              | 33,9                 | 33,8             | 11,2                                 | 3. Mai 1780   |                        |
| Brattleboro | town   | 12.184           | 93,9                 | 82,4             | 147,9                                | 26. Dez. 1753 |                        |
| Brookline   | town   | 540              | 33,4                 | 33,4             | 16,2                                 | 30. Nov. 1794 |                        |
| Dover       | town   | 1.798            | 91,4                 | 91,4             | 19,7                                 | 30. Okt. 1810 |                        |
| Dummerston  | town   | 1.865            | 79,8                 | 79,2             | 23,5                                 | 26. Dez. 1753 |                        |
| Grafton     | town   | 645              | 99,5                 | 99,4             | 6,5                                  | 8. Apr. 1754  |                        |
| Guilford    | town   | 2.120            | 103,5                | 103,3            | 20,5                                 | 2. Apr. 1754  |                        |
| Halifax     | town   | 771              | 103,1                | 102,9            | 7,5                                  | 11. Mai 1750  |                        |
| Jamaica     | town   | 1.005            | 128,1                | 127,8            | 7,9                                  | 7. Nov. 1780  |                        |
| Londonderry | town   | 1.919            | 92,9                 | 92,4             | 20,8                                 | 20. Apr. 1780 |                        |
| Marlboro    | town   | 1.722            | 105,3                | 104,5            | 16,5                                 | 29. Apr. 1751 |                        |
| Newfane     | town   | 1.645            | 104,6                | 104,2            | 15,8                                 | 19. Juni 1753 | County Seat            |
| Putney      | town   | 2.617            | 69,4                 | 69,4             | 37,7                                 | 26. Dez. 1753 |                        |
| Rockingham  | town   | 4.832            | 109,6                | 108,5            | 44,5                                 | 28. Dez. 1752 |                        |
| Somerset    | town   | 6                | 72,9                 | 67,7             | 0,2                                  | 9. Sep. 1761  | ohne eigene Verwaltung |
| Stratton    | town   | 440              | 121,5                | 120,1            | 3,7                                  | 30. Juli 1761 |                        |
| Townshend   | town   | 1.291            | 110,8                | 110,6            | 11,7                                 | 20. Juni 1753 |                        |
| Vernon      | town   | 2.192            | 51,8                 | 50,2             | 43,7                                 | 1672          |                        |
| Wardsboro   | town   | 869              | 75,8                 | 75,8             | 11,5                                 | 7. Nov. 1780  |                        |
| Westminster | town   | 3.016            | 119,5                | 119,3            | 25,3                                 | 9. Nov. 1752  |                        |
| Whitingham  | town   | 1.344            | 101,8                | 96,0             | 14,0                                 | 12. März 1770 |                        |
| Wilmington  | town   | 2.255            | 106,9                | 102,2            | 22,1                                 | 29. Apr. 1751 |                        |
| Windham     | town   | 449              | 67,6                 | 67,5             | 6,7                                  | 22. Okt. 1795 |                        |